# Lake Havasu

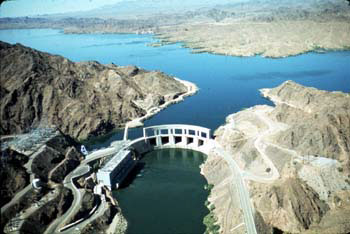
Parker Dam

Der Lake Havasu ist ein Stausee an der Grenze der US-Bundesstaaten Arizona und Kalifornien. Der See ist 72 Kilometer lang und hat eine Fläche von 67 Quadratkilometern. Der Colorado River wird dazu vom Parker Dam aufgestaut, einer Bogengewichtsmauer.
Dieser wird vom U.S. Bureau of Reclamation betrieben.
Das Wasserkraftwerk hat mit vier Francis-Turbinen eine Gesamtleistung von 120 MW und eine Jahresleistung von etwa 450 Millionen kWh. Die Energie wird zu einem erheblichen Anteil für die Pumpen verwendet, welche das Wasser des Lake Havasu in das Colorado River Aqueduct nach Südkalifornien und in das Central Arizona Project Aqueduct ins zentrale und südliche Arizona leiten.
Der See dient auch als Erholungsgebiet. Aus diesem Grund darf der Wasserspiegel nicht zu tief fallen.

## Weblinks

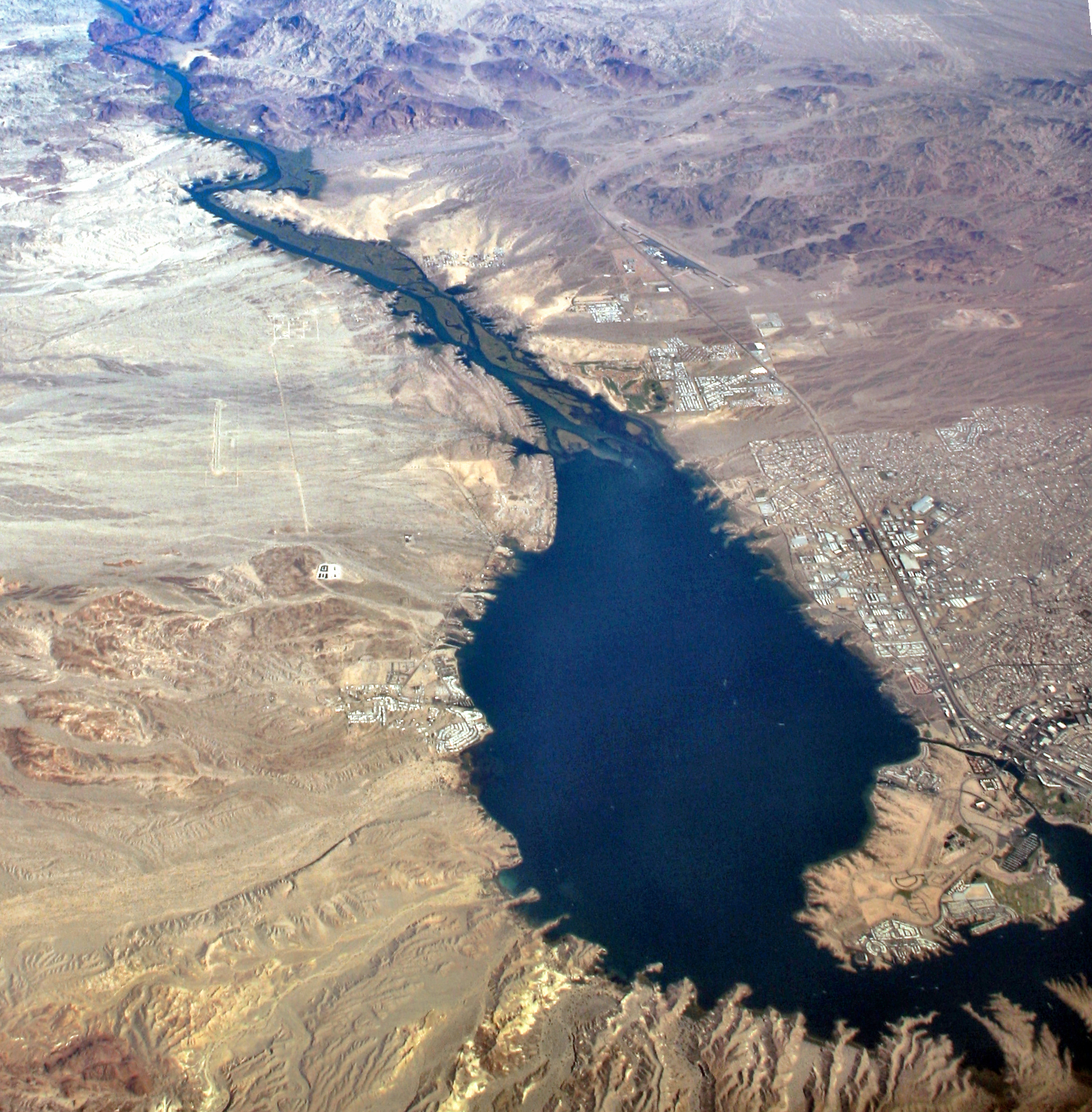
Luftbild Stausee